# Kennedia eximia
Kennedia eximia är en ärtväxtart som beskrevs av Joseph Paxton. Kennedia eximia ingår i släktet Kennedia och familjen ärtväxter. Inga underarter finns listade i Catalogue of Life.